# Árboles y flores
Árboles y flores ("Flowers and trees") es un cortometraje de animación, perteneciente a la serie Silly Symphonies, producido en 1932 por Walt Disney, y dirigido por Burt Gillett. Distribuido por United Artists, su estreno tuvo lugar el 30 de julio de 1932 y se lanzó en 2001 en Walt Disney Treasures: Silly Symphonies - The Historic Musical Animated Classics. Fue la primera película estrenada comercialmente producida a todo color con la técnica de Technicolor a tres bandas, tras varios años en que el technicolor utilizó solo dos colores. La película tuvo un gran éxito, tanto de taquilla como de crítica, y ganó el primer Óscar al mejor cortometraje de animación.
En 2021, el corto fue seleccionado para su conservación en el Registro Nacional de Cine de los Estados Unidos por la Biblioteca del Congreso por ser "cultural, histórica o estéticamente significativa".

## Trama
Un árbol seco da inicio a un fuego viendo a dos árboles enamorados. Los animales del bosque apagan el fuego, los árboles se casan y el árbol seco muere incendiado por el fuego que él mismo inició.

## Producción
Árboles y flores estaba todavía en proceso de producción como cortometraje en blanco y negro cuando Disney descubrió las pruebas que Herbert Kalmus estaba realizando con el Technicolor a tres bandas. Decidiendo que la película era muy adecuada para probar la nueva técnica, Disney decidió desechar el metraje en blanco y negro, y rehacer el corto en color. A raíz del éxito del cortometraje, todos los siguientes cortos de la serie Silly Symphonies fueron producidos con la nueva técnica de Technicolor a tres bandas. La innovación ayudó a mejorar los resultados económicos de la serie. La otra serie de cortometrajes de animación de Disney, dedicada a Mickey Mouse, se consideraba suficientemente exitosa como para no necesitar el color, por lo que continuó en blanco y negro hasta 1935, en que se rodó el primero en color, The Band Concert.